# Ignazio Pasini
Ignazio Pasini (Colombaro, 15 agosto 1796 – Colombaro, 8 dicembre 1875) è stato un tenore italiano.

## Biografia
Tenore lirico, nacque a Colombaro (oggi frazione di Corte Franca). Le cronache dell'epoca testimoniano che possedeva una voce «maschia, un'anima e un fuoco, che rammentavano la forte e generosa terra, ove aprì gli occhi alla luce». Fu uno dei tenori drammatici più rinomati che calcarono le scene dei teatri italiani agli inizi del XIX secolo. Probabilmente il suo debutto avvenne nel 1826 al Teatro Carolino di Palermo nella parte di Coraman nell'opera Zadig e Astartea di Nicola Vaccaj. Nel 1834 debuttò al Teatro alla Scala  di Milano nell'Otello di Gioachino Rossini accanto a Maria Malibran e nella stessa stagione interpretò altre due opere rossiniane: Mosè in Egitto e Il barbiere di Siviglia, nonché  Giulietta e Romeo di Nicola Vaccaj. Nel 1836 fu scritturato per la stagione al Teatro la Fenice di Venezia, dove creò il personaggio di Alamiro nella prima assoluta del Belisario di Donizetti. Nella stessa stagione cantò alla Fenice  Il barbiere di Siviglia, Mosè in Egitto, L'assedio di Corinto e Giovanna prima regina di Napoli. Nella stagione 1842-1843 si esibì a San Pietroburgo. Pasini fu applaudito protagonista soprattutto nel repertorio rossiniano, in quello di Nicola Vaccaj e nelle prime opere di Gaetano Donizetti. Oltre al canto si dedicò alla composizioni di pezzi musicali, scrisse una sinfonia  e un terzetto composto per alcuni famosi cantanti dell'epoca come Rosmunda Pisaroni e Claudio Bonoldi. Al termine della sua carriera ricoprì la carica di sindaco nel comune di Colombaro.

## Repertorio
- Gioachino Rossini
  - La donna del lago (Giacomo) Napoli, 1827
  - Ricciardo e Zoraide (Ricciardo) Palermo, 1828
  - Otello (Otello) Milano, 1834
  - Il barbiere di Siviglia (Conte D'Almaviva) Milano, 1834
  - Mosè in Egitto (Amenofi) Milano, 1834
  - L'assedio di Corinto (Cleomene) Venezia, 1836
- Gaetano Donizetti
  - Fausta (Crispo) Napoli, 1828
  - Belisario (Alamiro) Venezia, 1836
  - L'esule di Roma (Settimio) Bergamo, 1840
- Saverio Mercadante
  - Don Chisciotte alle nozze di Gamaccio (Basilio) Cadice, 1830
  - I normanni a Parigi (Odone) Torino, 1832
- Antonio Granara
  - Giovanna prima regina di Napoli (Enrico) Venezia, 1835
- Alessandro Nini
  - La marescialla d'Ancre (Concino Concini) Genova, 1840
- Giovanni Pacini
  - La sposa fedele (Erardo) Torino, 1831
- Giuseppe Persiani
  - Ines De Castro (Don Pedro) Trieste, 1836
- Nicola Vaccaj
  - Zadig e Astartea (Coroman) Napoli, 1826
  - Giulietta e Romeo (Capellio) Milano, 1834